# Valentine's Day (film, 2010)
Pour les articles homonymes, voir Valentine's Day.
Pour plus de détails, voir Fiche technique et Distribution.
Valentine’s Day, ou La Saint-Valentin au Québec, est une comédie romantique américaine réalisée par Garry Marshall et sortie en 2010.

## Synopsis
Pour plusieurs personnes, le 14 février est l'occasion de prouver leur amour aux êtres chers. Mais pour certains, comme Kara Monahan (Jessica Biel), publicitaire de renom, ce n'est qu'une occasion supplémentaire de rappeler aux célibataires leur solitude obligée. Kara choisit donc d'organiser une soirée où la Saint-Valentin n'a pas sa place, bien au contraire, et à laquelle sont conviés tous les célibataires et les "déçus de l'amour". Son avis sur cette fête est aussi partagé par Kelvin (Jamie Foxx), un journaliste sportif affecté aux faits divers pour la journée, qui doit faire un reportage (qu'il juge barbant) sur la St-Valentin en interrogeant des gens dans la rue.  
À Los Angeles, le fleuriste Reed (Ashton Kutcher) vit l'une des plus lucratives journées de l'année. Le matin même, il a demandé sa petite amie Morley en mariage. Son enthousiasme est refroidi lorsqu'un client, Harrison Copland (Patrick Dempsey) lui passe commande de deux bouquets en lui transmettant deux adresses. Or l'une d'elles s'avère être celle de Julia, amie d'enfance de Reed et amoureuse depuis peu d'un homme dont elle lui rebat les oreilles. Le jeune homme comprend que l'amoureux est encore marié mais il hésite à en parler à son amie. 
Le footballeur Sean Jackson (Eric Dane) donne, quant à lui, une conférence de presse. Il prévoit de prendre sa retraite. Dans un avion en direction de Los Angeles, Holden (Bradley Cooper) discute avec Kate (Julia Roberts), une femme militaire qui a obtenu une permission de quelques heures, pressée de retrouver l'homme de sa vie.
Les chemins de tous ces personnages vont se croiser avec d'autres personnages.

## Fiche technique
- Titre français et original : Valentine's Day
- Titre québécois : La Saint-Valentin
- Réalisation : Garry Marshall
- Scenario : Abby Kohn, Marc Silverstein et Katherine Fugate
- Musique : John Debney
- Photographie : Charles Minsky et Mark Irwin (seconde équipe)
- Production : Samuel J. Brown, Mike Karz, Wayne Allan Rice et Josie Rosen
- Société de distribution : New Line Cinema
- Langue de tournage : anglais
- Durée : 123 minutes
- Dates de sortie :
  - États-Unis / Canada : 12 février 2010
  - France : 17 février 2010

## Distribution
Par ordre alphabétique :
| Acteur           | Personnage                               | Voix française       | Voix québécoises               |
| ---------------- | ---------------------------------------- | -------------------- | ------------------------------ |
| Jessica Alba     | Morley Clarkson                          | Barbara Delsol       | Catherine Bonneau              |
| Kathy Bates      | Susan                                    | Monique Thierry      | Madeleine Arsenault            |
| Jessica Biel     | Kara Monahan                             | Julie Turin          | Camille Cyr-Desmarais          |
| Bradley Cooper   | Holden Bristow                           | Alexis Victor        | Marc-André Bélanger            |
| Eric Dane        | Sean Jackson                             | Renaud Marx          | Patrick Chouinard              |
| Patrick Dempsey  | Dr Harrison Copeland                     | Damien Boisseau      | Benoit Éthier                  |
| Katherine LaNasa | Pamela Copeland                          |                      |                                |
| Hector Elizondo  | Edgar                                    | Jean-Pierre Leroux   | Hubert Gagnon                  |
| Jamie Foxx       | Kelvin Moore                             | Lucien Jean-Baptiste | Pierre Auger                   |
| Jennifer Garner  | Julia Fitzpatrick                        | Laura Blanc          | Aline Pinsonneault             |
| Topher Grace     | Jason                                    | Cédric Dumond        | Patrice Dubois                 |
| Anne Hathaway    | Liz                                      | Caroline Victoria    | Geneviève Désilets             |
| Carter Jenkins   | Alex                                     | Juan Llorca          | Émile Mailhiot                 |
| Ashton Kutcher   | Reed Bennett                             | Damien Ferrette      | Nicolas Charbonneaux-Collombet |
| Queen Latifah    | Paula Thomas                             | Maïk Darah           | Sophie Faucher                 |
| Taylor Lautner   | Willy                                    | Adrien Larmande      | Xavier Dolan                   |
| George Lopez     | Alfonso                                  | Thierry Kazazian     | Sylvain Hétu                   |
| Shirley MacLaine | Estelle                                  | Arlette Thomas       | Claudine Chatel                |
| Joe Mantegna     | Le chauffard (au début du film)          |                      |                                |
| Brooklynn Proulx | Madison                                  |                      |                                |
| Emma Roberts     | Grace                                    | Marie Facundo        | Claudia-Laurie Corbeil         |
| Alex Williams    | Josh Curts                               |                      |                                |
| Julia Roberts    | Kate Hazeltine                           | Céline Monsarrat     | Marie-Andrée Corneille         |
| Bryce Robinson   | Edison                                   | Tom Trouffier        |                                |
| Taylor Swift     | Félicia                                  | Émilie Rault         | Kim Jalabert                   |
| Kristen Schaal   | Ms. Gilroy, une amie de Grace qui zozote | Malvina Germain      |                                |
| Larry Miller     | Vendeur billets d'avion                  | Patrick Floersheim   |                                |

## Bande originale
La bande originale du film compte 18 morceaux, parmi lesquels Today Was a Fairytale interprété par la chanteuse américaine Taylor Swift ou encore Somebody to Love de Leighton Meester en duo avec Robin Thicke.

## Évolution du casting
- Katherine Heigl a été envisagée pour un rôle dans le film, mais n'a pas été retenue en raison de revendications salariales.
- Rachel McAdams et Elizabeth Banks ont auditionné pour le rôle de Morley Clarkson. Fernanda Romero a été envisagée pour le rôle de Morley, tenu par Jessica Alba dans le film.
- Jake Gyllenhaal et Orlando Bloom ont refusé le rôle de Holden, tenu par Bradley Cooper dans le film.
- Gemma Arterton a auditionné pour le rôle de Grace Smart, rôle tenu par Emma Roberts dans le film.
- Jeffrey Dean Morgan a auditionné pour un rôle.
- Katie Cassidy a été envisagée pour le rôle de Felicia, tenu par Taylor Swift dans le film.
- Lorsque Taylor Lautner a été auditionné, des rumeurs disaient qu'il jouerait le jeune petit copain de Anne Hathaway. Au lieu de cela, Topher Grace a obtenu le rôle.
- Jennifer Aniston, Sandra Bullock et Jodie Foster ont toutes refusé le rôle du capitaine Kate Hazeltine, tenu par Julia Roberts dans le film.
- Julia Stiles a auditionné pour le rôle de Kara, mais l'a perdu au profit de Jessica Biel.
- Sam Worthington a refusé deux rôles : Holden, joué par Bradley Cooper et Sean Jackson, joué par Eric Dane.
- Valentine's Day marque les retrouvailles de : 
  - Ashton Kutcher et Queen Latifah (bien que leurs personnages dans ce film ne se croisent pas), qui avaient déjà joué ensemble dans le film Jackpot deux ans auparavant ;
  - Jennifer Garner et Ashton Kutcher, qui avaient déjà joué ensemble dans le film Eh mec ! Elle est où ma caisse ? ;
  - Jennifer Garner et Bradley Cooper, qui avaient joué tous deux dans la série Alias ;
  - Jamie Foxx et Jessica Biel, qui ont partagé l'affiche du film Furtif ;
  - Topher Grace et Ashton Kutcher, qui avaient joué ensemble dans That '70s Show ;
  - Eric Dane et Patrick Dempsey, présents dans la série Grey's Anatomy ;
  - Julia Roberts et Héctor Elizondo, tous deux présents dans les films Pretty Woman et Just Married (ou presque)
- Anne Hathaway retrouve le réalisateur Garry Marshall pour ce film, dix ans après Princesse malgré elle (2001) et sept ans après Un mariage de princesse (2004).
- À la fin du film, dans le bêtisier qui accompagne le générique, le chauffeur qui reconduit Julia Roberts chez elle, lui demande si elle a déjà fait des achats sur Rodeo Drive auparavant, elle lui répond « Ça m'est déjà arrivé une fois, c'était bien fait pour elles. C'était bête, grosse erreur ! ». Il s'agit d'une réplique du film Pretty Woman dans lequel elle a joué et réalisé également par Garry Marshall.
- Dans la scène de retrouvailles entre Shirley McLaine et Hector Elizondo au cinéma en plein-air, le film qui est joué est un film avec Shirley McLaine jeune.
- Patrick Dempsey, connu pour son rôle du Dr. Derek Sheperd dans Grey's Anatomy, retrouve le même métier dans ce film.
- Ce film est une transposition du film britannique Love Actually, écrit et réalisé par Richard Curtis, se déroulant la veille de Noël.

## Commentaires

### Suite envisagée
Le film a une suite, Happy New Year, réalisé aussi par Garry Marshall, s'intéressant aux aléas amoureux de plusieurs couples lors du réveillon de la Saint-Sylvestre.
Jessica Biel, Hector Elizondo et Ashton Kutcher font à nouveau partie du casting du film, qui est sorti le 21 décembre 2011, avec des rôles différents.
Katherine Heigl, qui était pressentie pour Valentine's Day, est finalement à l'affiche de cette suite.